# The Lost Children
The Lost Children es un álbum recopilatorio de la banda de heavy metal Disturbed.
Fue lanzado el 8 de noviembre de 2011. El álbum fue enunciado por el vocalista David Draiman en agosto de 2011 a través de su Twitter.

## Nombre
La banda explica que el nombre nace porque para ellos todas las canciones del álbum son como «sus hijos» por lo que no se puede tener un favorito. El disco es una recopilación de canciones que han quedado fuera de algunos discos anteriores e incluso un nuevo tema titulado «Mine», también incluye la canción «3» que fue lanzada originalmente como una ayuda a la asociación West Memphis Three y no se esperaba su aparición en este álbum pero para sorpresa del público un poco luego del lanzamiento de la canción los hombres culpados injustamente por el asesinato de un niño fueron liberados. La portada del álbum fue revelada el 22 de septiembre de 2011, el primer sencillo del disco fue «Hell».

## Significado de las canciones
La canción «Mine» según Draiman trata sobre como la religión es utilizada como catalizador para la guerra. «Old friend» fue inspirado por la serie de televisión «Dexter».
«Sickened» habla de un individuo que se siente tan atraído por otra persona que llega al punto de sentirse enfermo.
«Leave It Alone» se refiere a cómo las personas rechazan a los demás muy lejos, hasta el punto que la persona que fue empujada advierte a los otros de lo que va a suceder debido a tales acciones. La canción "Run" se trata de la planificación de la venganza contra alguien que haya sido perjudicado.
«Monster» es acerca de los medios de comunicación y cómo el amor de distorsionar la verdad de sus propias necesidades y las ganancias.
«Two Worlds» habla de las dos partes de las personas en conflicto dentro de ellos.
El tema «God of the Mind» habla de la falta de dominio y cómo todos somos víctimas de ella.
«A Welcome Burden» es un llamado a las armas para los amantes de la música heavy metal.
«Parasite» se trata de alguien que está acostumbrado a darle todo su trabajo por un individuo.
«This Moment» habla sobre el último momento justo antes de que alguien se rompe.
«Dehumanized» se trata de personas que sienten la necesidad de ofrecer a sus almas para estar lejos de todos los aspectos de la vida.

## Recepción de la crítica
La primera crítica en línea de The Lost Children fue publicada por el sitio web Artistdirect, y Rick Florino dio del álbum una crítica positiva. Dijo Florino sobre el álbum: «Disturbed siempre han sido tan diversos como son peligrosos en su enfoque. La banda no tuvo miedo de tomar riesgos, mientras que elaboración y trepidante, la arena de relleno de metales pesados. “The Lost Children” grita alto y claro».
Revolver también revisó el álbum y le dio un 4 sobre 5, diciendo: «por supuesto, es una colección de caras B, pero la falta de cohesión en general o de la estructura hace de este álbum una divertida aleatoria de 16 buenas y grandes canciones que obligan al oyente a elegir y encontrar a sus personajes favoritos».

## Posiciones en las listas
En los Estados Unidos, el álbum debutó en el número 13 en el Billboard 200 con 43.000 copias vendidas, según Nielsen Soundscan.

## Lista de canciones
1. Hell (4:15)
2. A Welcome Burden (3:31)
3. This Moment (3:05)
4. Old Friend (3:34)
5. Monster (4:04)
6. Run (3:13)
7. Leave It Alone (4:07)
8. Two Worlds (3:33)
9. God of the Mind (3:05)
10. Sickened (4:00)
11. Mine (5:04)
12. Parasite (3:25)
13. Dehumanized (3:32)
14. 3 (4:02)
15. Midlife Crisis (Cover de Faith No More) (4:03)
16. Living After Midnight (Cover de Judas Priest) (4:18)

## Personal
Disturbed
- David Draiman – vocalista
- Dan Donegan - guitarra secundaria, coros
- John Moyer – bajo, coros
- Mike Wengren – batería, percusión, voz
- Steve Kmak – bajo (pistas 2, 9, 13)

Producción
- Pistas 1-3, 5, 8-10, y 13 producidas por Johnny K y Disturbed
- Pistas 4, 6, 7, 11, 12 y 14-16 producidas por Dan Donegan, y coproducido por David Draiman y Mike Wengren
- Pistas 1, 3, 5, 8, 10 y 13 mezcladas por Ben Grosse
- Las pistas 2, 4, 6, 7, 9, 11, 12, 14 y 15 mezcladas por Neal Avron
- Pista 16 mezclada por Johnny K
- Masterizado por Ted Jensen
- Fotografía - Travis Shinn
- Ilustración - Raymond Cisnes
- Diseño - Denny Phillips
- Dirección creativa - Frank Maddocks y Wonderly Norman